# Nymania capensis
Nymania es un género monotípico de arbustos perteneciente a la familia de las meliáceas. Es originario del sur de África y oriundo del Cabo de Hornos. Tiene una sola especie: Nymania capensis.

## Descripción
Nymania capensis es un arbusto de crecimiento lento de hasta 6 m de altura. Su altura habitual no es más de 3 m. Las hojas son rígidas y coriáceas, obolanceoladas. Las flores son solitarias y aparecen en las axilas de las hojas; son rojas matizadas; sin embargo, el Nymania capensis de Richtersveld tiene a menudo flores rojas brillantes. Las semillas se producen en cápsulas infladas, de ahí el nombre de linterna china. Las semillas con forma de guisante y color marrón. 
Las plantas crecen generalmente lentamente. Bajo condiciones ideales puede llevar tres años para que una planta alcance una altura de 15 dm. Pueden vivir más de veinticinco años en su hábitat natural.

## Nombres comunes
- Linterna china (castellano)
- Chinese lantern (inglés)
- Klapperbos (Áfr.)

## Distribución
Se da naturalmente en Namibia meridional, Richtersveld, Namaqualand, Karoo de Ceres Tanqua, Bushmanlandia, el Karoo de Worcester Robertson y el pequeño Karoo.

## Hábitat
Le son favorables hábitats cálidos, secos y rocosos, pero también cerca de los cauces secos y arenosos. Como muchas otras plantas en Sudáfrica es xerófila (sp. adaptada a condición seca). Crecen predominantemente en áreas con precipitaciones en invierno, con poco más de 120 mm anualmente. Toleran temperaturas de hasta - 4 °C, y hasta 44 °C.

## Ecología
Tiene polinización por abejas. Las semillas son llevadas por el viento a una cierta distancia, lejos de la planta paterna. En la mayoría de los casos hasta debajo de arbustos donde germinarán en condiciones climáticas más convenientes. Una vez que haya caído la suficiente lluvia, las plantas comienzan su vida bajo protección de un arbusto o un arbusto pequeño, que da la protección a las plantas jóvenes mientras que son vulnerables a unas condiciones climáticas tan áridas. Como en muchas plantas desérticas sólo una fracción muy pequeña llegará a la edad adulta. 

## Cultivo
Mediante semillas, el esquejado no es una opción. La semilla se puede sembrar a finales del otoño. Las semillas maduran en octubre y noviembre de cada año (hemisferio meridional). Las cápsulas deben estar secas al cosechar las semillas. Sembrar las semillas cerca de 1 cm de profundidad. Cubierta con una capa de arena gruesa, tamizada. El suelo ha de tener buen drenajea. Necesitan luz. Las semillas germinarán en una a dos semanas. 
El trasplante es muy difícil. Las plantas de semillero deben ser trasplantadas una vez que tengan su cuarta hoja. Tener muy cuidado de no dañar las raíces finas de cualquier manera.
El encapsulamiento encima del medio debe ser marga arenosa y bien-drenada. Una vez que las plantas jóvenes hayan enraizado con éxito, crecerán rápidamente. Mover a un área asoleada, bien ventilada. 